# Molella
Maurizio Molella (Monza, 6 de novembro de 1964), mais conhecido pelo sobrenome Molella ou somente Molly é um DJ italiano de Dance Music.

## Carreira
Molella entrou na carreira de um modo peculiar: seu telefone tocou, era o DJ Mario Fargetta que estava o convidando para tocar na casa noturna New Feeling. Molly detonou nas pick-ups e desde então praticou em um mixer para agarrar a oportunidade. Ele começou aos 14 anos, mixando fitas para os amigos. Um ano depois ele era o vocalista de uma rádio local, a Muggiò´s Radio Country. Depois ele se graduou em designer e engenheiro mecânico na Tecnico Industriale Institute.
Em 1986 Molella estava tocando em uma casa noturna quando encontrou Danny Stucchi que o convidou para tocar na Radio Deejay. Já em sintonia com a rádio e dominando a arte de discotecagem, ele começou a fazer suas próprias produções como "Revolution", que se tornou um hit na Itália, além do "If You Wanna Party", que detonou nas pistas de todo mundo (incluindo o Brasil), entre diversas outras produções de sucesso. Molella junto com Phill Jay, passaram a ser os produtores de Gala (Gala Rizzatto) transformando-a em poucos meses na grande sensação do mercado Dance na década de 90.
Nem de longe esta ideia passava pela cabeça da revelação italiana de 96 Gala. Ela conta que "sua aventura começou em 1995, quando Dj Molella e Phil Jay me apresentaram uma produção que faltava apenas a inserção dos vocais. A música era Everyone Has Inside e foi lançada pelo selo ítalo - Nitelite", ela relembra. Se tornou uma das músicas mais populares da Itália. Essa música foi lançada em Setembro, chegou as rádios e aqueceu as pistas deste país no inverno.
"Na verdade tudo começou quando Molella me encontrou em um estúdio fotográfico onde fui procurada para fazer o trabalho de fotos para a capa do álbum que ele estaria lançando na Itália - Originale, Radicale, Musicale. De um papo informal veio o convite... e topei a experiência ", diz a bela regazza italiana.
Sua participação foi na música XS incluída ao álbum Originale, Radicale, Musicale do seu produtor Molella.

## Discografia
- Discotek People
- Listen
- Love Lasts Forever
- Les Jeux Sont Faits
- Whistle´s Party
- T.V.AB.
- MAGIA
- BABY!
- BABY! Remix